# Chyrp
Chyrp — це безкоштовне програмне забезпечення для створення блогів, створене Алексом Сураци та Арианом Цезаирі. При створенні ПО зараховувався принцип мінімалізму та функціональності.

## Історія створення
Історія Chyrp починається в 2004 році, коли Алекс Сураці зайнявся створенням. На початку проект називався MCMS (mynimal CMS); далі Mynimalistic; потім Lingua; остаточно за ним закріпилась назва Chyrp.

## Дизайн
Chyrp — це тумблеро-подібний блоговий рушій, який можна встановити на будь-який сервер. Він використовує гнучкий модульний рушій, з спеціальним видом модулів «Пера», які допомагають створювати нові функції і типи контенту. Шаблони дозволяють змінити будь-який елемент вашого сайту.
Chyrp написаний на PHP, MySQL, AJAX.

## Релізи
| Версія  | Дата релізу    | Основні зміни                                                |
| ------- | -------------- | ------------------------------------------------------------ |
| 1.0     | 25 грудня 2007 | Перший публічний реліз.                                      |
| 1.0.2   | 28 грудня 2007 | Виправлено багато помилок, додані пера(типи контенту).       |
| 1.0.3   | 2 січня 2008   | Додана функція попереднього перегляду, можливість оновлення. |
| 1.1     | 3 лютого 2008  | Знижено навантаження на БД.                                  |
| 1.1.2   | 3 лютого 2008  | Реліз складався з виправлень помилок.                        |
| 1.1.3   | 8 лютого 2008  | Реліз складався з виправлень помилок.                        |
| 1.1.3.1 | 9 лютого 2008  | Реліз складався з виправлень помилок.                        |
| 1.1.3.2 | 17 лютого 2008 | Реліз складався з виправлень помилок.                        |
| 2.0     | 2 липня 2009   | Мажорна версія.                                              |
| 2.1     | 1 квітня 2011  | Мінорна версія з великою кількістю виправлень.               |
| 2.1.1   | 12 серпня 2011 | Покращена безпека.                                           |

## Вимоги
Для роботи Chyrp потрібно наступні компоненти:  PHP [Архівовано 7 листопада 2007 у Wayback Machine.] версії 5.2 або новішої версії (з підтримкою PDO [Архівовано 7 серпня 2011 у Wayback Machine.]). MySQL [Архівовано 13 жовтня 2005 у Wayback Machine.] 4.1 або новішої версії, SQLite 3 або PostgreSQL.